# 騰格爾人
騰格爾人（Tenggerese people）是個居住在爪哇東部，屬於爪哇族的亞群體，他們自稱是滿者伯夷王國王族的後裔，人口數目大約有10萬，主要集中在與世隔絕的騰格里山脈 (布羅莫火山，位於布羅莫·滕格爾·塞梅魯國家公園之內) 的30個村莊中。
在東爪哇的岩望縣、龐越縣、瑪琅縣和南海漳縣也有零散的騰格爾族社區。傳統上這個群組被認為是傳說中的雅卡·西格（Joko Seger）和（Roro Anteng）夫婦的後裔（故事中羅羅·安騰為滿者伯夷最後一位君王的女兒，嫁給婆羅門種姓的雅卡·西格，這對夫婦因滿者伯夷王國被伊斯蘭教王國滅亡，而避難於此的故事）。騰格爾族被認為是爪哇族之中的亞族群。

## 歷史
根據美國波斯頓大學教授羅伯特·海夫納（Robert W. Hafner）在其作品《Hindu Javanese: Tengger Tradition and Islam》中所述，騰格爾族是滿者伯夷王國王族殘部及追隨者的後裔。傳說中的騰格爾族是雅卡·西格和羅羅·安騰夫婦的後裔，而騰格爾（Tengger）這個名稱是安騰（Anteng）及西格（Seger）兩字的組合。

## 語言
騰格爾族使用一種古老的爪哇語方言，稱為騰格爾語。當地人目前的語言已受到爪哇語的影響。他們有自己的古爪哇文字母系統，這種字母系統由古老的婆羅米文字發展而來。

## 宗教
騰格爾族信仰宗教
騰格爾族通常自認信奉的是爪哇印度教，但實際上他們的信仰中融合有許多佛教和泛靈論的元素。他們與巴厘島人相同，除尊崇印度教和佛教的神祇（包括印度教三聖一體（濕婆、梵天和毗濕奴）及釋迦牟尼)之外，還尊崇不可思議（Acintya，Ida Sang Hyang Widi Wasa，原住民信仰中“至高無上上帝”之義）。他們的禮拜場所包括Punden（聖者墳地）和Poten，在這些場所中有丹陽神靈為祈求者提供保護。Poten是位於布羅莫火山沙地的聖地，是一年一度舉行亞德尼雅‧卡沙達節儀式的重要場所。Poten包含幾個建築物和圍牆，以稱為曼荼羅 (Mandala - 區域) 的特定組合排列。
騰格爾族還崇拜許多神靈（祖先崇拜）。包括cikal bakal（村莊創始人的神靈）、roh bahurekso（村莊守護神）和roh leluhur（祖先的神靈）。由特定的教士負責慰撫不同的神靈。在祭祀時，教士會獻上食物和飲料給裹著蠟染布料，代表神靈的偶像。據信神靈會享用這些供品的精髓。布羅莫火山被認為是最神聖之處。當這座火山爆發時，即表示神靈因不悅而發怒。
騰格族向眾神奉上食物的種類有： 
- Sajenan - 教士在正式的儀式中奉獻食物給守護神。例如在婚禮中會奉獻團盆（英语：tumpeng）（Tumpeng Walagara），一種把米飯堆疊成錐形火山形狀的供品，以為新婚夫婦和整個村莊祈福。
- Suguhan - 一般騰格爾印度教徒奉獻給祖靈的食物。
- Tamping - 為辟邪用的食物奉獻，通常包含樹葉包裹的肉類、稻米和香蕉，置放地點包括墓地、橋樑和道路交會處等。

教士被稱為老君或是Resi Pujangga；這類人在崇拜儀式中扮演中介角色。他們被認為擁有稱為Ilmu神靈的靈性知識，他們運用這種能力謹慎地保護騰格爾族百姓。教士的身份依照父傳子的方式延續。每個村莊只有一名教士，加上三名助手，分別稱為Legen、Sepuh和Dandan。
在過去的幾十年裡，由於信奉伊斯蘭教的馬都拉島人口過剩，許多由馬都拉島移居到騰格爾族土地的人會把某些騰格爾族自然保護區的土地清理，並在此過程中把騰格爾族的2-3%（最多10,000人）人口（特別是針對居住在騰格爾族土地外緣低地，較易接觸到的人）皈依伊斯蘭教。由於有這樣的伊斯蘭教傳教活動，騰格爾族向巴厘島印度教徒尋求幫助，透過改革他們既有的文化和宗教，使其更接近巴厘島印度教。印尼政府宣布騰格爾山脈為布羅莫·滕格爾·塞梅魯國家公園，並宣布不得在此伐木，騰格爾族因此免受騷擾，而得保護。
騰格爾族宗教信仰組成為：
- 濕婆印度教：85,500人 (95%)
- 伊斯蘭教：3,600人 (4%)
- 基督教（新教）：900人（1%）

## 生活方式
基本上騰格爾族依靠農業，或是以遊牧方式為生。一般務農者居住在較低海拔地區，而從事游牧者則棲息在較高海拔地區，乘騎小馬代步。

## 節日

### 亞德尼雅‧卡沙達節
騰格爾族的主要節日是亞德尼雅‧卡沙達節，慶祝活動持續約一個月。在活動中的第14天，當地人會去布羅莫火山的Poten聖地，奉獻稻米、鮮果、蔬菜、花卉、牲畜和其他土特產，向主神“不可思議”（Acintya）和塞梅魯火山山神Mahadeva祈求庇佑。
有關這個節日的起源，可追溯到滿者伯夷王國，在名為Brawijaya的國王統治期間；王后生下一名女嬰，取名羅羅·安騰（Roro Anteng），後來她嫁給婆羅門種姓的雅卡·西格（Joko Seger）。根據傳說，當滿者伯夷王國在15世紀崩潰時，伊斯蘭教開始迅速傳播，羅羅·安騰和雅卡·西格等許多人逃離到騰格爾山脈定居，並以“Purbawisesa Mangkurat Ing Tengger”的的頭銜共同統治這個地區。幾年後，這個族群開始興盛，國王和王后卻因沒生小孩而悶悶不樂，無奈之下，他們登上布羅莫火山頂，祈求山神幫助。山神受其虔誠感動，保證他們將有後代，但條件是最後一個小孩必須被投入火山口做為酬神的犧牲。經歷生下25個孩子後，這對夫婦必須履行他們當年的承諾。雖然這對夫婦極不情願，但山神以降災作為威脅，迫使他們別無選擇，只能把第25個名為Dewi Kesuma的女孩扔進火山口。在另一種說法中，Dewi Kesuma將逃離的時候，遭到火山口噴出的大火吞噬。而後全族過著平安的日子。騰格族人開始為這個日子舉行亞德尼雅‧卡沙達節儀式以為紀念。

## 相片集

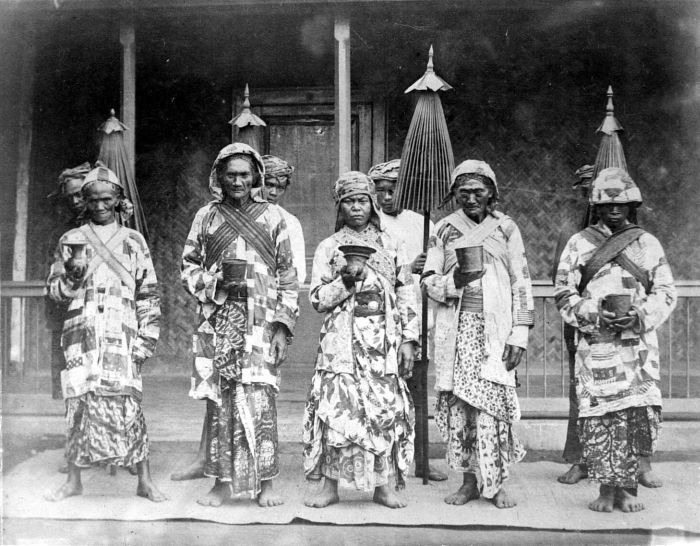
騰格爾族教士（攝於荷屬東印度時期）。
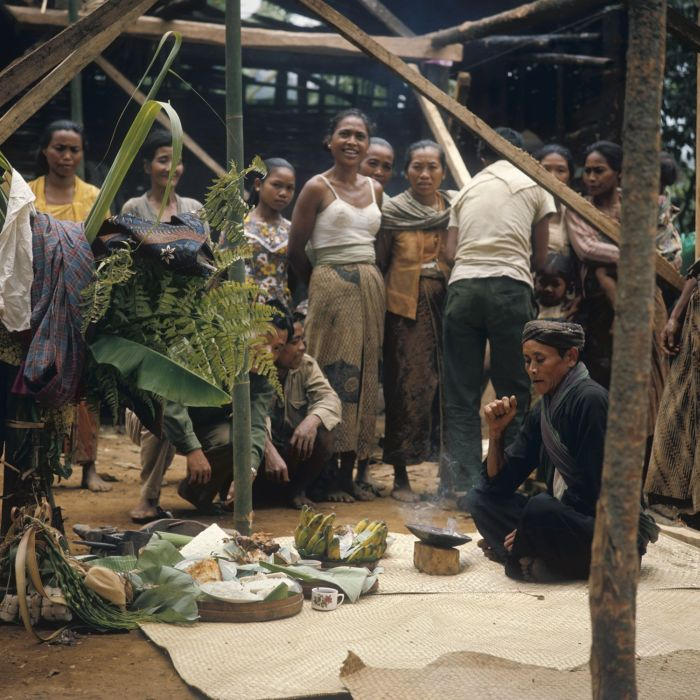
騰格爾族呈獻供品給神祇（1971年）。
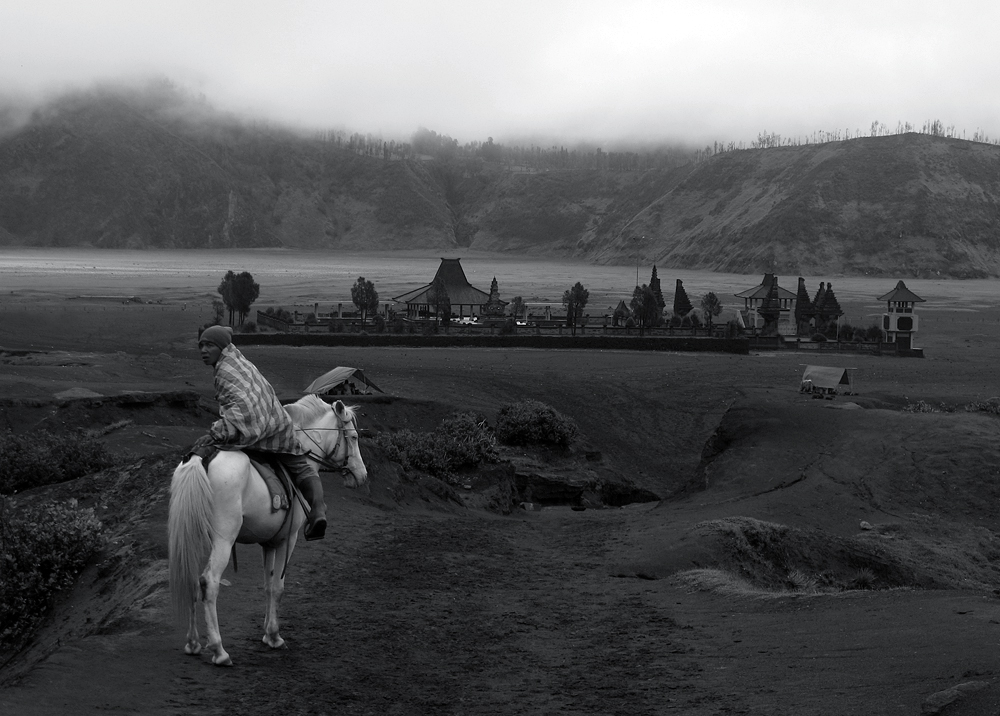
位於布羅莫·滕格爾·塞梅魯國家公園內的騰格爾族騎小馬者，及印度教廟宇。
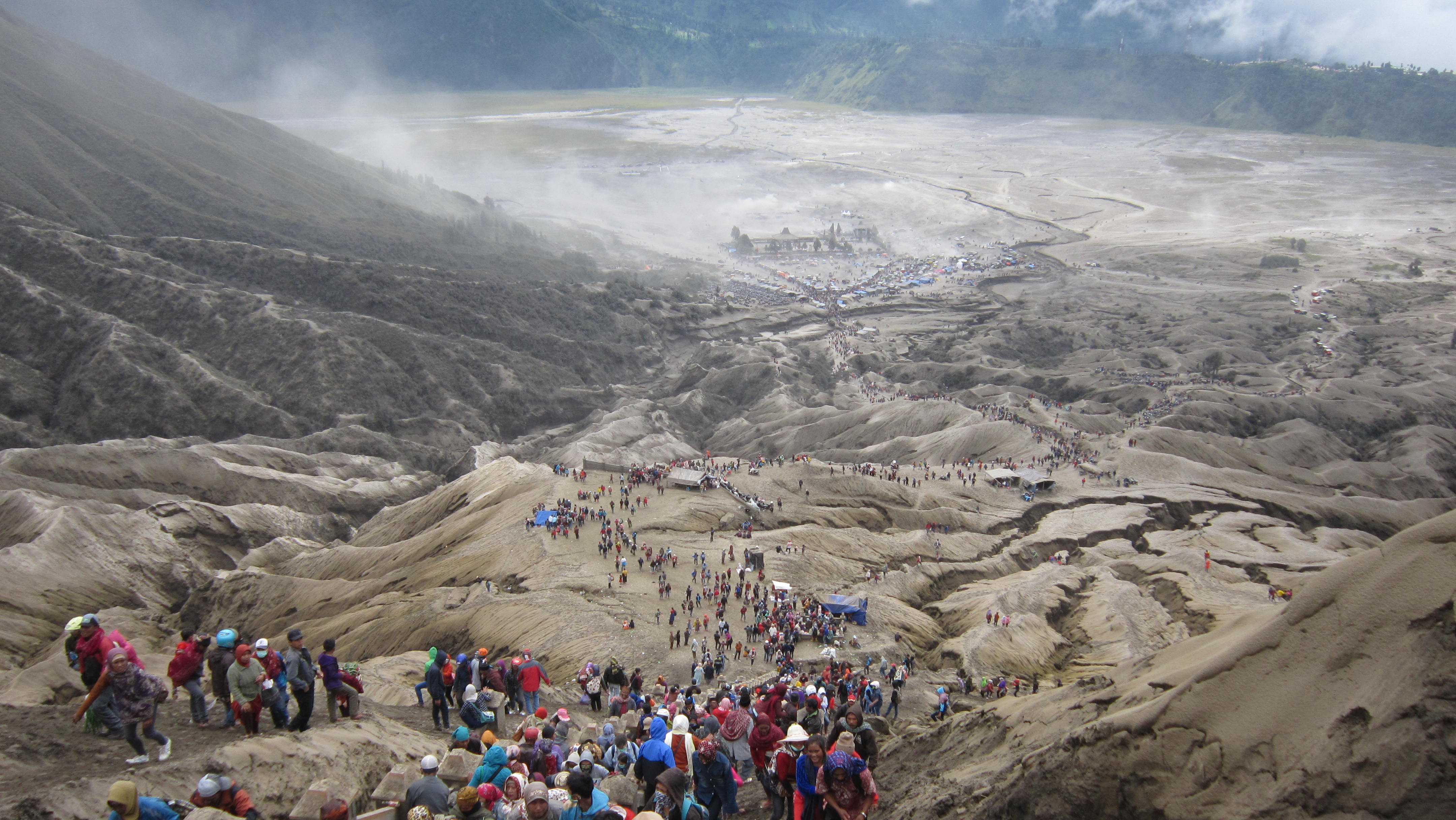
騰格爾族人每年從事慶祝亞德尼雅‧卡沙達節活動時，均會登上布羅莫火山

## 進一步閱讀
- Hefner, Robert W. . Princeton University Press. 1985  [2022-07-25]. ISBN 9780691224282. （原始内容存档于2022-07-19）.

## 外部連結
- d16do.blogdetik.com （页面存档备份，存于）
- Tourism and Conversation in the Bromo-Tengger Serumu national park （页面存档备份，存于）
- Paket Wisata Bromo Malang （页面存档备份，存于）
- Kasada Ceremony at Mount Bromo
- DISCOVERING EAST JAVA （页面存档备份，存于）